# Franca Marzi
Pour les articles homonymes, voir Marzi (homonymie).
Franca Marzi, née le 18 août 1926 à Rome dans la région du Latium et morte le 6 mars 1989 à Cinisello Balsamo dans la région de la Lombardie, est une actrice italienne. Brune charnelle, second rôle familier du cinéma italien des années 1950, elle joua dans plus de soixante-dix films au cours de sa carrière, dont de nombreuses comédies avec l'acteur Totò pour partenaire. Elle obtient en 1958 le Ruban d'argent de la meilleure actrice dans un second rôle pour son rôle dans la comédie dramatique Les Nuits de Cabiria (Le notti di Cabiria) de Federico Fellini.

## Biographie
Elle naît à Rome en 1926. Actrice de revue à ses débuts, elle débute au cinéma en 1943 avec un rôle de figuration dans le drame Harlem de Carmine Gallone. Après un rôle secondaire en 1946 dans le drame biographique Amants en fuite (Amanti in fuga) de Giacomo Gentilomo consacré à la vie du compositeur italien Alessandro Stradella, elle obtient en 1947 deux rôles importants qui lance sa carrière en Italie. Dans la comédie I due orfanelli de Mario Mattoli, elle interprète le rôle d'une riche aristocrate parisienne qui œuvre à l'assasinat de Totò tandis que dans le drame Tombolo, paradis noir de Giorgio Ferroni, elle joue le rôle d'une femme de mauvaise vie, impliquée dans divers trafics.
Ces rôles améliore sa popularité dans le monde du cinéma italien. Entre 1948 et 1954, elle tourne dans une soixantaine de films, principalement des rôles secondaires en soutien des meilleurs acteurs et actrices de l'époque. Elle tourne ainsi pour les meilleurs réalisateurs de l'époque, comme Carlo Ludovico Bragaglia (dans la comédie policière Totò le Moko, la comédie Figaro qua, Figaro là avec Totò, Renato Rascel et Isa Barzizza et la comédie Una bruna indiavolata avec Silvana Pampanini et Ugo Tognazzi), Mario Mattoli (quatre films en 1951), Giorgio Simonelli (Io, Amleto, une parodie humoristique de la pièce de théâtre Hamlet de William Shakespeare et la comédie Le Mousquetaire fantôme ou elle retrouve Pampanini et Tognazzi), Primo Zeglio (La Vengeance du corsaire avec le français Jean-Pierre Aumont et sa femme María Montez), Sergio Grieco, Mario Monicelli (la comédie Au diable la célébrité avec le ténor Ferruccio Tagliavini, Mischa Auer, Marilyn Buferd et le boxeur Marcel Cerdan), Carlo Campogalliani (la comédie Bellezze in bicicletta avec Pampanini, Delia Scala et Aroldo Tieri ou le drame L'orfana del ghetto avec Luisella Boni) ou Edgar G. Ulmer et Giuseppe Maria Scotese (le film d'aventures Les Pirates de Capri).
Après cette période pleine, elle se marie avec le boxeur italien Franco Festucci et tombe enceinte. Elle ralentit sa carrière pour s'occuper de son nouveau rôle de mère. Elle apparaît en 1955 dans le drame Suor Maria de Luigi Capuano et dans le mélodrame La trovatella di Milano de Giorgio Capitani en 1956. En 1957, elle joue le rôle de Wanda, une prostituée qui est la meilleure amie de la douce Cabiria interprétée par Giulietta Masina dans la comédie dramatique Les Nuits de Cabiria de Federico Fellini. Ce couple grotesque à l'écran, avec Marzi qui, toute en rondeur et à l'esprit cartésien, est le parfait constrate de la minceur et de la naïveté de Masina, permet aux deux actrices de remporter l'année suivante le Ruban d'argent de la meilleure actrice dans un second rôle pour Marzi et celui de la meilleure actrice pour Masina.
La même année, elle joue dans la comédie Fortunella d'Eduardo De Filippo et dans la comédie romantique Femmes d'un été de Gianni Franciolini. Pour son rôle dans le film de De Filippo, elle est nommée au Ruban d'argent de la meilleure actrice dans un second rôle l'année suivante.
Dans les années soixante, elle apparaît notamment dans la comédie fantastique Les Joyeux Fantômes d'Antonio Pietrangeli aux côtés de Marcello Mastroianni, Vittorio Gassman, Belinda Lee et Sandra Milo, dans la comédie policière C'est parti, mon kiki de Steno avec Tognazzi, Raimondo Vianello, Edy Vessel et Monique Just et dans le drame La contessa azzurra de Claudio Gora avec pour partenaires Amedeo Nazzari, Zsa Zsa Gábor et Paolo Stoppa. Elle retrouve également Totò et Mattoli dans la comédie Totò, Fabrizi e i giovani d'oggi et donne la réplique à Alberto Sordi et Anna Maria Ferrero dans la comédie Gastone de Mario Bonnard qui se déroule dans le Rome des années 1920. En 1966, elle apparaît dans la comédie Scusi, lei è favorevole o contrario? d'Alberto Sordi avant de disparaître, effectuant un éphémère retour dans une dernière comédie, Ecco noi per esempio... de Sergio Corbucci réalisé en 1977.
Elle décède en 1989 à Cinisello Balsamo, une commune proche de Milan en Lombardie, à l'âge de soixante-deux ans.

## Filmographie partielle
- 1943 : Harlem de Carmine Gallone
- 1946 : Amants en fuite (Amanti in fuga) de Giacomo Gentilomo
- 1947 : Les Deux Orphelins (I due orfanelli) de Mario Mattoli
- 1947 : Tombolo, paradis noir (Tombolo, paradiso nero) de Giorgio Ferroni
- 1948 : Arènes en folie (Fifa e arena) de Mario Mattoli
- 1948 : Une nuit de folie à l'opéra (Follie per l'opera) de Mario Costa
- 1948 : L'isola di Montecristo de Mario Sequi
- 1948 : Cocaïne (Una lettera all'alba) de Giorgio Bianchi
- 1948 : Calamita d'oro d'Armando Fizzarotti
- 1949 : Totò le Moko de Carlo Ludovico Bragaglia
- 1949 : Les Pirates de Capri (I pirati di Capri) d'Edgar G. Ulmer et Giuseppe Maria Scotese
- 1949 : La figlia del peccato d'Armando Ingegnero
- 1949 : Le Fils de d'Artagnan (Il figlio di d'Artagnan) de Riccardo Freda
- 1949 : J'étais une pécheresse (Ho sognato il paradiso) de Giorgio Pàstina
- 1949 : Maracatumba... ma non è una rumba d'Edmondo Lozzi
- 1949 : Napoli eterna canzone de Silvio Siano
- 1949 : Au diable la célébrité (Al diavolo la celebrità) de Mario Monicelli
- 1950 : L'edera d'Augusto Genina
- 1950 : Beautés à bicyclette (Bellezze in bicicletta) de Carlo Campogalliani
- 1950 : Figaro qua, Figaro là de Carlo Ludovico Bragaglia
- 1950 : Le Capitaine noir (Il capitano nero) de Giorgio Ansoldi et Alberto Pozzetti
- 1951 : Anema e core de Mario Mattoli
- 1951 : Les nôtres arrivent (Arrivano i nostri) de Mario Mattoli
- 1951 : Vengeance sarde (Vendetta... sarda) de Mario Mattoli
- 1951 : Totò terzo uomo de Mario Mattoli
- 1951 : Milano miliardaria de Marino Girolami, Marcello Marchesi et Vittorio Metz
- 1951 : Le Passé d'une mère (Vedi Napoli e poi muori) de Riccardo Freda
- 1951 : Le Mousquetaire fantôme (La paura fa 90) de Giorgio Simonelli et Vittorio Metz
- 1951 : Lorenzaccio de Raffaello Pacini
- 1951 : Amor non ho... però... però de Giorgio Bianchi
- 1951 : La Vengeance de l'Aigle noir (La vendetta di Aquila Nera) de Riccardo Freda
- 1951 : La Vengeance du corsaire (La vendetta del corsaro) de Primo Zeglio
- 1951 : Una bruna indiavolata de Carlo Ludovico Bragaglia
- 1951 : Carcerato d'Armando Grottini
- 1951 : Fuoco nero de Silvio Siano
- 1951 : Santa Lucia luntana... d'Aldo Vergano
- 1951 : Tizio, Caio e Sempronio de Marcello Marchesi, Vittorio Metz et Alberto Pozzetti
- 1951 : Virginité (Verginità) de Leonardo De Mitri
- 1951 : Salvate mia figlia de Sergio Corbucci
- 1952 : Vengeance sarde (Vendetta... sarda) de Mario Mattoli
- 1952 : Tragico ritorno de Pier Luigi Faraldo
- 1952 : Eran trecento de Gian Paolo Callegari
- 1952 : Io, Amleto de Giorgio Simonelli
- 1952 : Le Passé d'une mère (Vedi Napoli e poi muori) de Riccardo Freda
- 1952 : La voce del sangue de Pino Mercanti
- 1952 : À la pointe de l'épée (A fil di spada) de Carlo Ludovico Bragaglia
- 1952 : Delitto al luna park de Renato Polselli
- 1952 : Maschera nera de Filippo Walter Ratti
- 1952 : I morti non pagano le tasse de Sergio Grieco
- 1952 : Non ho paura di vivere de Fabrizio Taglioni
- 1952 : Ultimo perdono de Renato Polselli
- 1953 : Canto per te de Marino Girolami
- 1953 : Rivalità de Giuliano Biagetti
- 1953 : Fermi tutti... arrivo io! de Sergio Grieco
- 1953 : La Caravane du péché (La carovana del peccato) de Pino Mercanti
- 1953 : Canzoni a due voci de Gianni Vernuccio
- 1953 : La cavallina storna de Giulio Morelli
- 1953 : Achille avec nous (Lasciateci in pace) de Marino Girolami
- 1953 : Le Bourreau de Venise (I Piombi di Venezia) de Gian Paolo Callegari
- 1953 : L'Auberge tragique (Riscatto) de Marino Girolami
- 1954 : Le Prince au masque rouge (Il cavaliere di Maison Rouge) de Vittorio Cottafavi
- 1954 : Il medico dei pazzi de Mario Mattoli
- 1954 : Il mostro dell'isola de Roberto Bianchi Montero
- 1954 : Il barcaiolo di Amalfi de Mino Roli
- 1954 : L'orfana del ghetto de Carlo Campogalliani
- 1954 : Ritrovarsi all'alba d'Adolfo Pizzi (de)
- 1955 : Suor Maria de Luigi Capuano
- 1956 : La trovatella di Milano de Giorgio Capitani
- 1957 : Les Nuits de Cabiria (Le notti di Cabiria) de Federico Fellini
- 1958 : Fortunella d'Eduardo De Filippo
- 1958 : Femmes d'un été (Racconti d'estate) de Gianni Franciolini
- 1959 : Il raccomandato di ferro de Marcello Baldi
- 1960 : Totò, Fabrizi e i giovani d'oggi de Mario Mattoli
- 1960 : Gastone de Mario Bonnard
- 1960 : La contessa azzurra de Claudio Gora
- 1960 : Flagrant Délit (La garçonnière) de Giuseppe De Santis
- 1961 : Les Joyeux Fantômes (Fantasmi a Roma) d'Antonio Pietrangeli
- 1962 : C'est parti, mon kiki (Psycosissimo) de Steno
- 1964 : Le tardone de Marino Girolami, épisode Canto flamenco
- 1964 : L'uomo che bruciò il suo cadavere de Gianni Vernuccio
- 1966 : Scusi, lei è favorevole o contrario? d'Alberto Sordi
- 1977 : Ecco noi per esempio... de Sergio Corbucci

## Prix et distinctions notables
- Ruban d'argent de la meilleure actrice dans un second rôle en 1958 pour Les Nuits de Cabiria (Le notti di Cabiria).
- Nomination au Ruban d'argent de la meilleure actrice dans un second rôle en 1959 pour Fortunella.

## Source
- Stefano Masi et Enrico Lancia (trad. de l'italien), Les seductrices du cinéma italien, Rome, Gremesse, 1996, 226 p. (ISBN 88-7301-075-X, lire en ligne), p. 105-106.
- Vincent Amiel, Jacqueline Nacache, Geneviève Sellier et Christian Viviani, L'acteur de cinéma : approches plurielles, Rennes, Presses Universitaires Rennes, coll. « Le Spectaculaire », 2007, 253 p. (ISBN 978-2-7535-0490-5, lire en ligne), p. 88.
- Silvia Bizio et Claudia Laffranchi, Les Italiens à Hollywood : Le cinéma italien aux Academy Awards, Rome, Grenelle, coll. « Cinéma », 2005, 159 p. (ISBN 978-88-7301-495-9, lire en ligne), p. 32-33.